# Biota incertae sedis
Biota incertae sedis est un taxon regroupant des organismes non attribués à un domaine.

## Typologie/taxonomie
Types:

† Acritarcha - † Ichnotaxa incertae sedis (traces fossiles d'origine incertaine)
Genres:

Acriora – Adorfia – Ancilicula – Arabisphaera – Asphaltina – Astrogonium – Baicalia – Baltisphaera – Blastophycus – Chondrites – †Clonophycus – †Concentricisporites – Dactylophycus – †Dibolisporites – Eldychemia – Eoastrion – Eoglobella – Eosphaera – †Geminispora – Globochaete – Haliserites – †Isuasphaera – Jurusania – Kulparia – †Multiconotubus – Nuia – Picnostroma – Plutoneptunites – Trentonia – Trinella – Walcottia – Zoophycos